# Bugaj
Bugaj (polsky Bugaj, 1140 m n. m.) je hora v Kysuckých Beskydech (na polské straně Beskid Żywiecki) na slovensko-polské státní hranici. Nachází se v hlavním hřebeni mezi vrcholy Veľká Červenková (1131 m) na západě a Javorina (1172 m) na východě. Javorina je oddělena sedlem Przełęcz pod Jaworzyną (1040 m). Na sever vybíhá z hory rozsocha Kołyski sevřená mezi údolí potoků Śrubita na západě a Ciapków na východě. Další rozsocha vybíhá na jih a směřuje přes vrcholy Javorina (1117 m) a Bryzgalky (972 m) k vrcholu Hričovský vrch (728 m), za nímž klesá do údolí řeky Bystrica. Tato rozsocha je sevřena mezi údolí Veľkého potoka na západě a potoka Kašubova Kolíska na východě. Po severním úbočí hory vede červeně značená dálková turistická trasa Główny Szlak Beskidzki. Vrcholem prochází Hlavní evropské rozvodí.

## Přístup
- po červené  značce do sedla Przełęcz pod Jaworzyną, dále podél hranice po neznačené lesní cestě na vrchol

## Externí odkazy

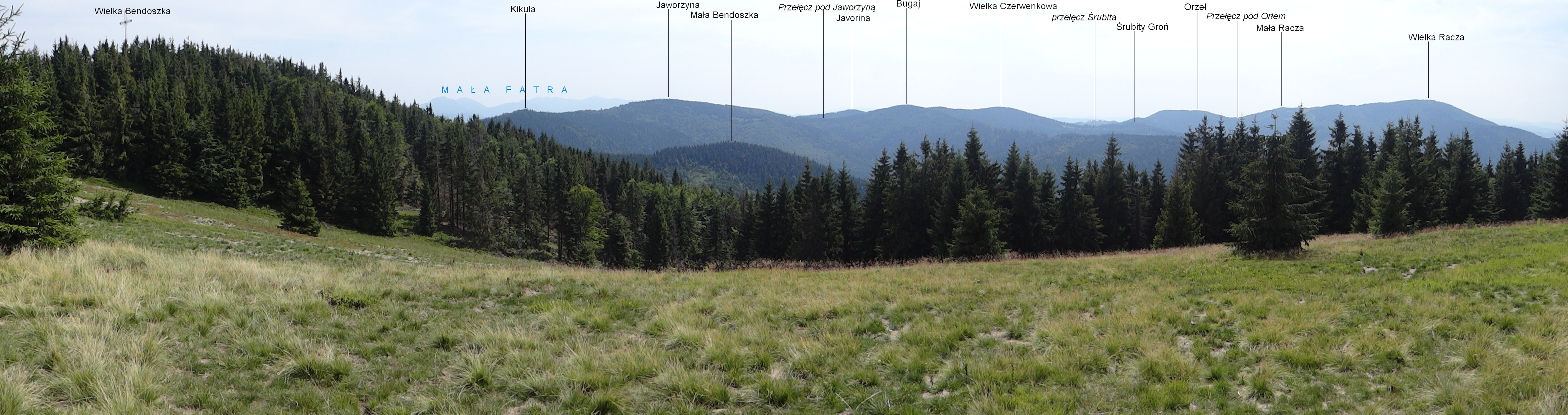
Bugaj z vrcholu Pleskierówka